# (15743) 1991 ND7
(15743) 1991 ND7 là một tiểu hành tinh vành đai chính. Nó được phát hiện bởi Henri Debehogne ở Đài thiên văn La Silla ở Chile ngày 12 tháng 7 năm 1991.